# Egzon Bejtulai
Egzon Bejtulai (Macedonisch: Егзон Бејтулаи) (Tetovo, 7 januari 1994) is een Noord-Macedonisch voetballer die doorgaans als rechter of centrale verdediger speelt. Medio 2020 verruilde hij het Zweedse Helsingborgs IF voor Shkendija. Bejtulai debuteerde in 2018 in het Macedonisch voetbalelftal.